# 遙控武器系統

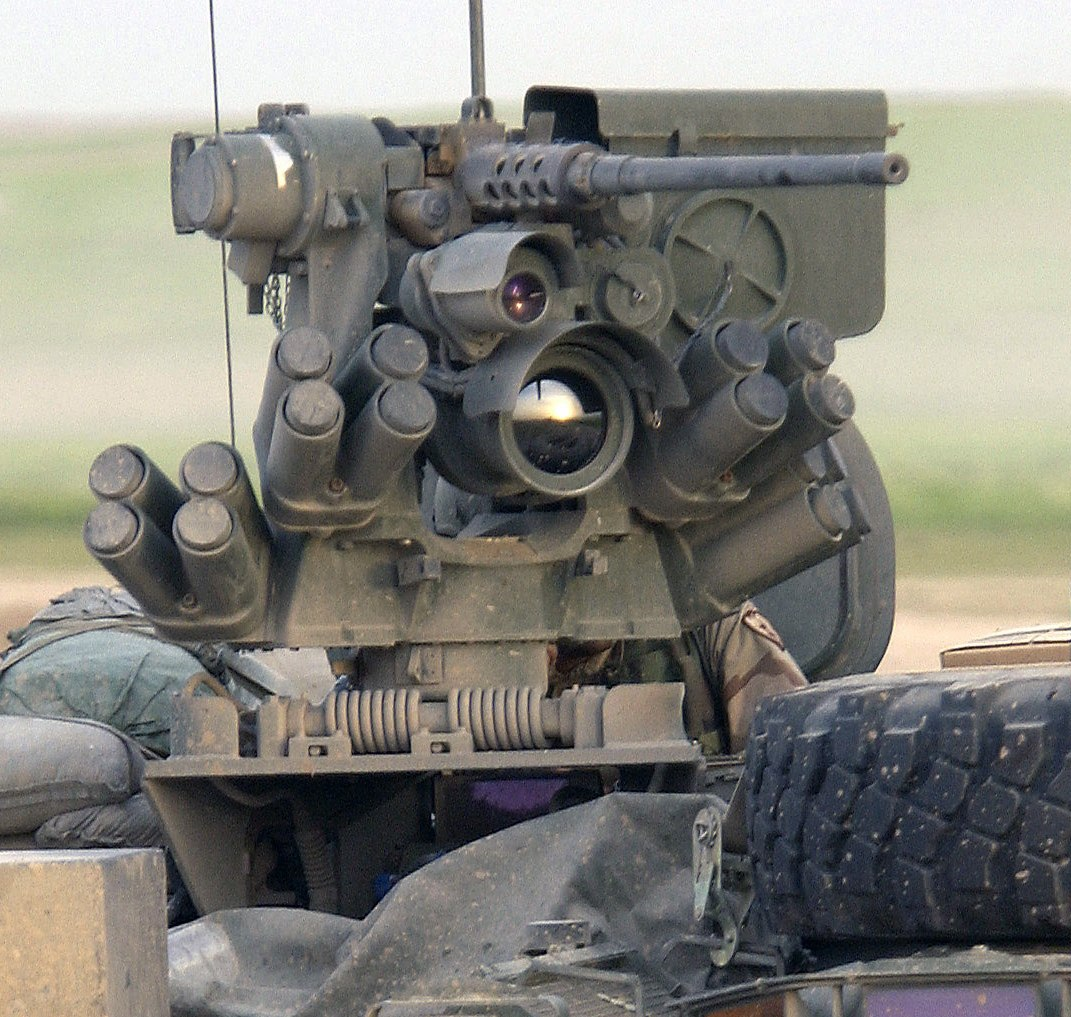
史崔克裝甲車上的防禦者M151，採用一挺白朗寧M2重機槍

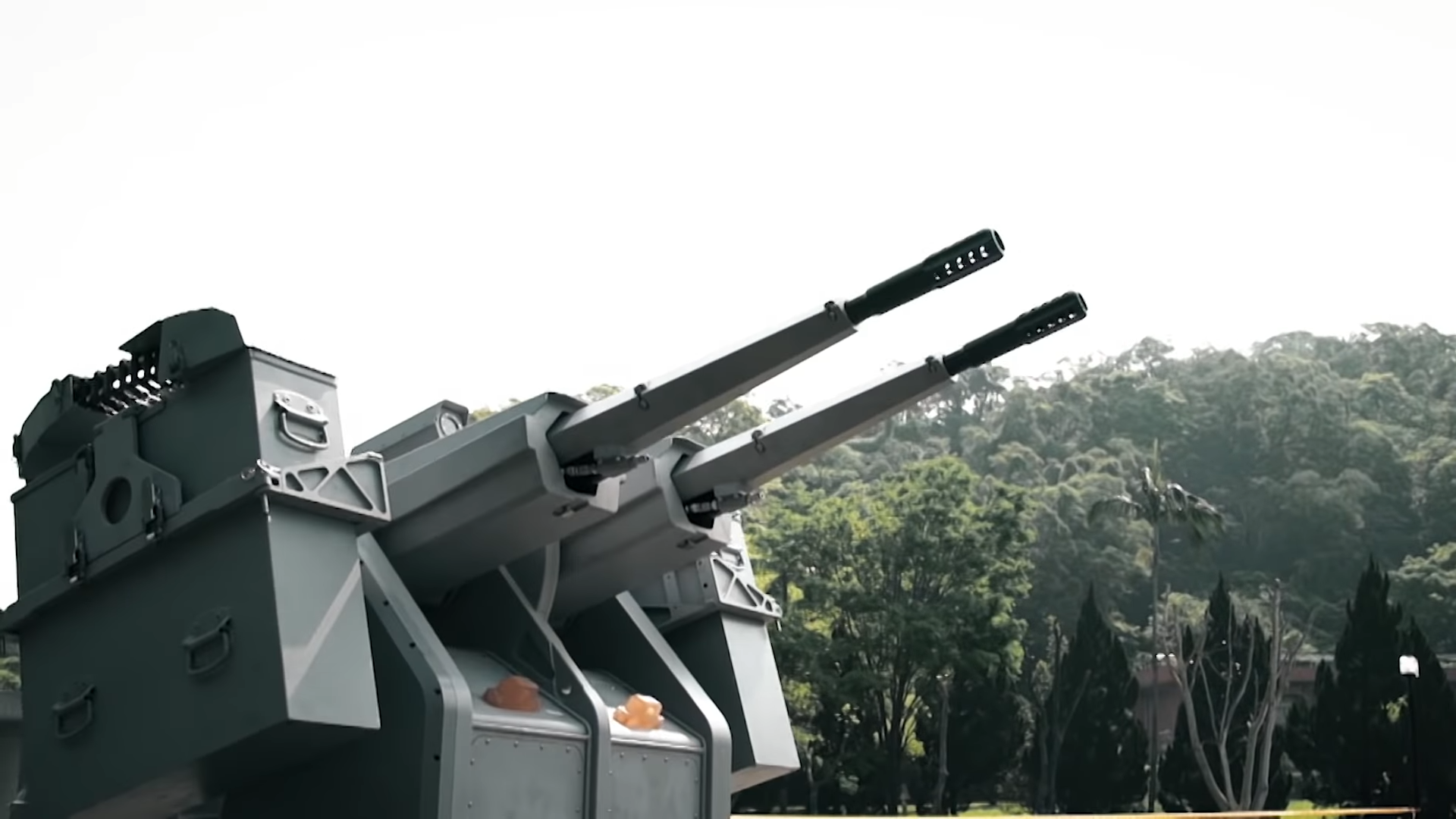
國家中山科學研究院研發之近程自動化防禦武器系統，採用兩門T-75 20毫米機砲

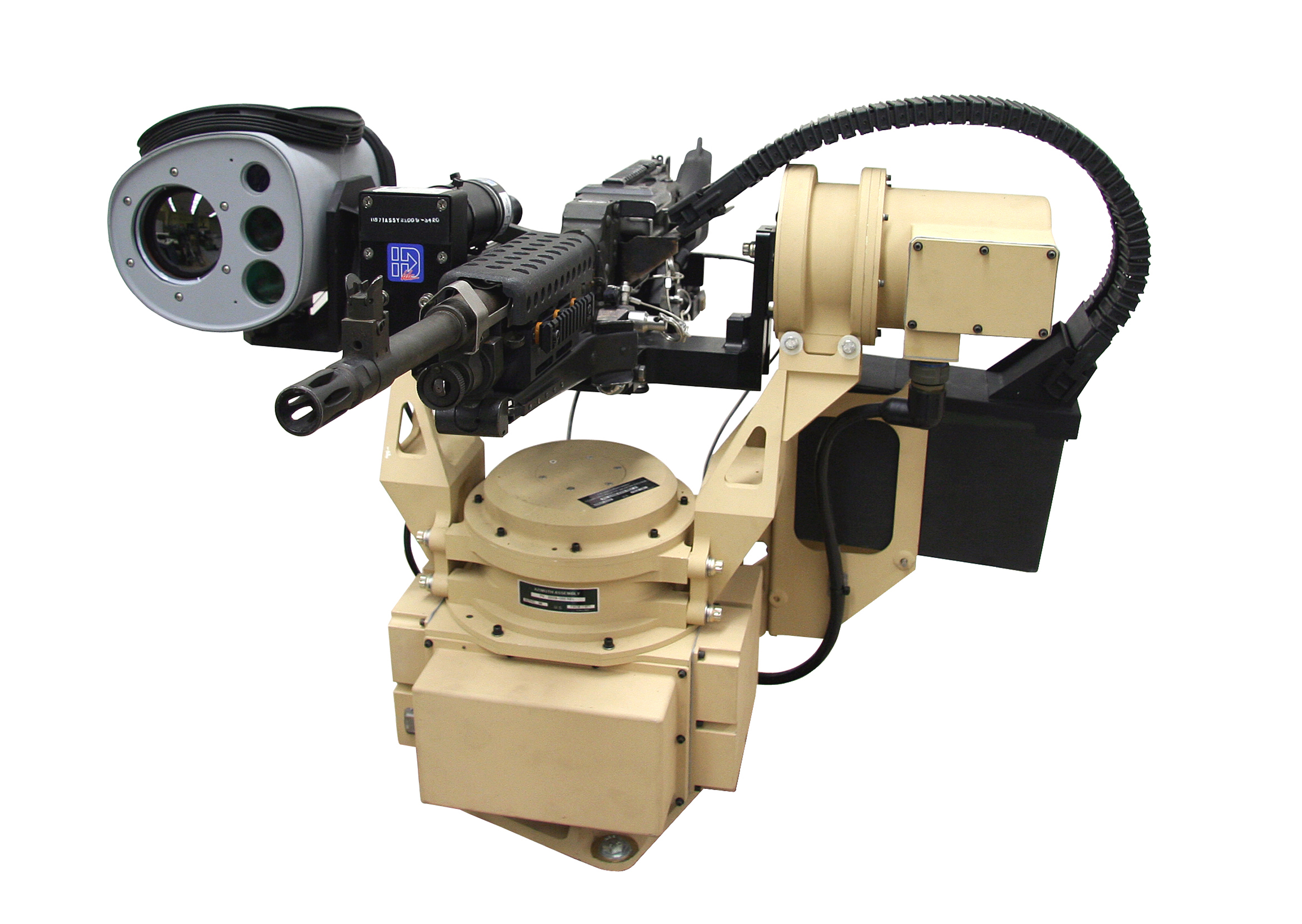
CROWS遙控武器系統，採用一挺M240通用機槍

遙控武器系統又稱遙控武器站（remote weapon system，簡稱RWS）是一種車載、遙控操作的武器系統，經由車內人員操作，除裝填外大部時間無須暴露車外，提高人員安全性。遙控武器系統可配備多種武器，包括機槍、榴彈發射器甚至反坦克飛彈，由於固定在車體頂部及具有火控系統，武器更為穩定，準確度亦更高。

## 著名的遙控武器系統
- 防禦者M151（PROTECTOR M151）[1]
- 拉斐爾車頂武器站（Rafael Overhead Weapon Station）
- 拉斐爾參孫遙控武器站
- 拉斐爾颱風武器站
- 重拳炮塔
- Hitrole遙控武器站（英语：Hitrole）
- FLW遙控武器站（英语：FLW remote weapon station）
- Raven Srws
- SWARM（Stabilised Weapon And Reconnaissance Mount）
- Mk 38 25毫米遙控機炮系統（英语：Mark 38 25 mm machine gun system）
- TRT-25遙控武器站
- MLG 27遙控機炮
- 30毫米DS30M Mk 2小口徑機炮（30mm DS30M Mark 2 Automated Small Calibre Gun）
- 波佛斯40毫米70倍徑高射炮/機炮/艦炮
- CROWS（Common Remotely Operated Weapon System）
- NANUK[2]
- AMAROK[3]
- LEMUR[4]
- ARROWS[5]
- deFNder Light[6]
- deFNder Medium[6]
- ZSSW-30遙控武器系統（英语：ZSSW-30）
- 暴風遙控武器系統
- 短劍遙控武器系統
- 長矛遙控武器系統
- 巴赫斯-U遙控武器站（俄语：Бахча-У）
- 「迴旋鏢」-BM遙控炮塔
- DP-65A反蛙人榴彈發射器
- RWS遙控武器平台
- TS-96遙控武器站
- 近程自動化防禦武器系統
- 鎮海火箭彈系統
- H/PJ-15型單管30公釐艦砲
- H/PJ-17型單管30公釐艦砲
- 88式遙控武器站（武器為88式通用機槍）[7]
- FML-10遙控武器站（武器为QJC-88车载机枪）
- CS/LK4型近區防禦遙控武器系統
- CS/AR1型反蛙人火箭炮